# Ottavio Miseroni

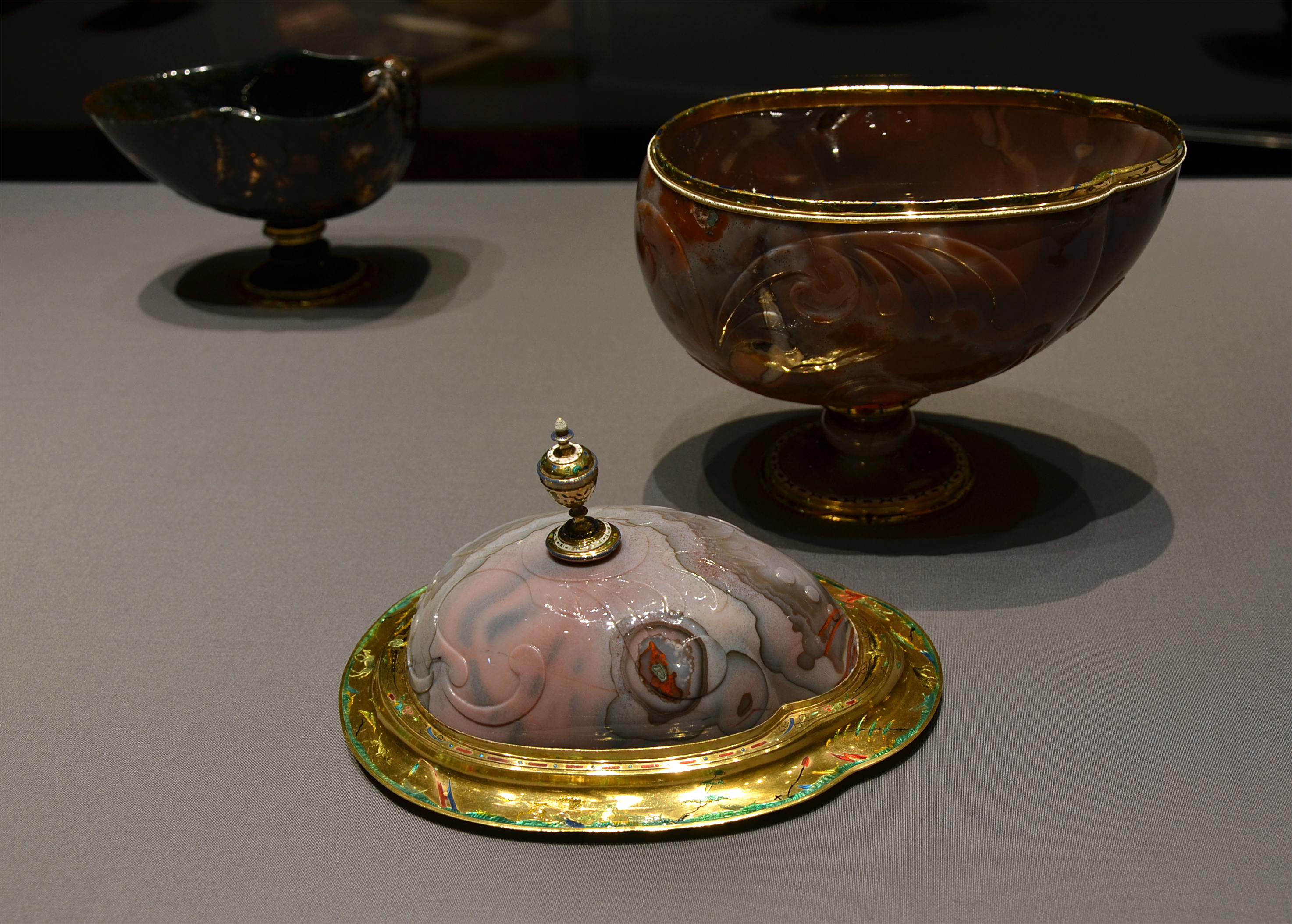
Kunsthistorisches Museum 09 04 2013 Lidded cup Ottavio Miseroni

Ottavio Miseroni, född 1567 i Milano, död 1624, var en italiensk stenslipare.
Han lärde sig yrket av sin far och kom som 21-åring kom till Prag. Rudolf II bjöd in honom för att starta en stensliparverkstad som skulle kunna konkurrera med de befintliga stensliparna i Milano. Miseroni skapade sin egen stil. Hans verk rörde sig bort från de traditionella formerna och han koncentrerade sig mer på stenens naturliga form. Han hade två bröder, som också arbetade i Prag, men Ottavio Miseroni blev den mest kände av dem och utnämndes till hovstensnidare för Rudolf II. Han samverkade med guldsmeder som gjorde monteringarna efter hans anvisningar.
Miseronis son, Dionysio Miseroni (1607–1661), var också stenslipare.